# Voskresnyj papa
Voskresnyj papa (Воскресный папа) è un film del 1985 diretto da Naum Borisovič Birman.

## Trama
Il film racconta di un ragazzo i cui genitori hanno divorziato. E ora può vedere suo padre solo la domenica, ma fa tutto il possibile per tenere di nuovo insieme i suoi genitori.